# Eriopidion strictum
Eriopidion strictum és una espècie de planta angiosperma que pertany a la família de les lamiàcies, l'única del gènere Eriopidion.
És una planta nativa de Veneçuela i el Brasil.